# Parafia św. Marii Magdaleny w Łopatkach
Parafia Świętej Marii Magdaleny w Łopatkach – parafia rzymskokatolicka, znajdująca się w diecezji toruńskiej, w dekanacie Wąbrzeźno. 